# Naturalny satelita

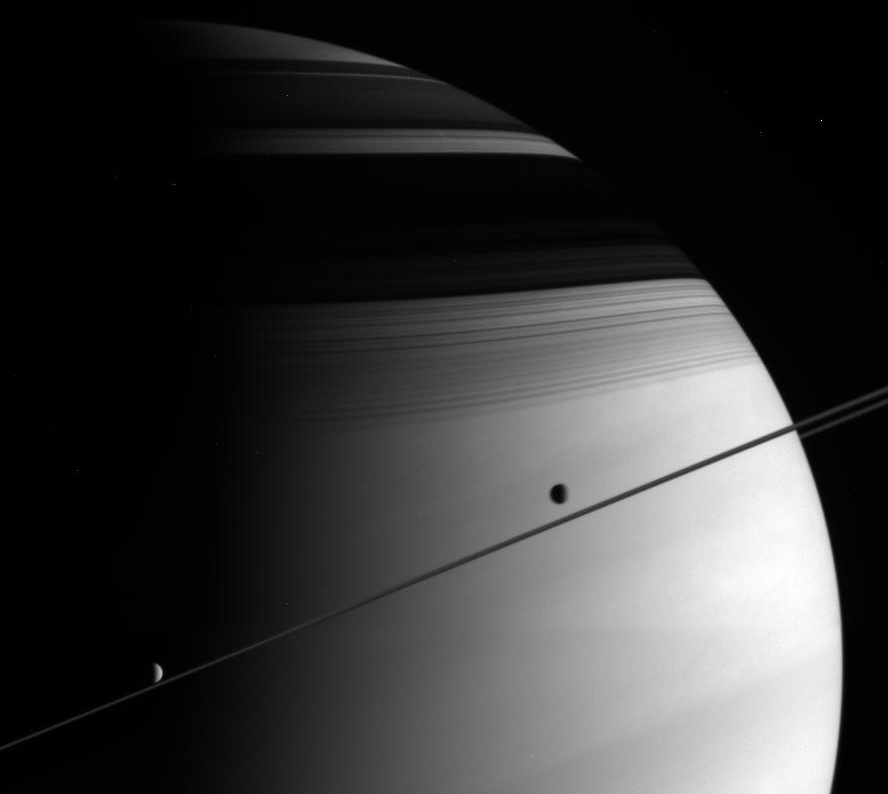
Księżyce Dione i Enceladus na tle Saturna

Naturalny satelita (księżyc) – ciało niebieskie pochodzenia naturalnego, obiegające planetę, planetę karłowatą lub planetoidę. Słowo „Księżyc” pisane wielką literą oznacza naturalnego satelitę Ziemi.
Pomijając oddziaływania w innymi ciałami, planeta i jej księżyc krążą wokół wspólnego środka masy. Jeśli masa planety jest znacznie większa od masy pozostałych ciał z nią związanych, to pozostałe ciała krążą w przybliżeniu wokół środka planety, lecz w przypadku dwóch ciał o zbliżonych masach, oba ciała krążą wokół wspólnego środka masy, określa się je jako planety podwójne. Analogicznie układ Pluton−Charon może być określany jako podwójna planeta karłowata. Układ Ziemia-Księżyc jest czasami określany jako planeta podwójna.

## Etymologia
Nazwa księżyc w języku polskim oznacza „syna księcia”. W języku staropolskim rzeczowniki oznaczające czyjegoś syna tworzono poprzez dodanie końcówki -ic/-yc, np. królewic (później królewicz) – syn króla, panic (później panicz) – syn pana (możnego). Słońce uważano za księcia, a Księżyc był jego „synem”. Wg innej wersji zasadniczą staropolską nazwą Księżyca było słowo miesiąc, natomiast Księżycem określano go tylko w okresie pomiędzy nowiem a pierwszą kwadrą, traktując „nowy” miesiąc (w znaczeniu: Księżyc) jako syna "starego" miesiąca/księżyca.

## Znane obiekty
W Układzie Słonecznym do marca 2025 roku ogłoszono odkrycie 416 naturalnych satelitów planet. Ziemia ma jeden duży księżyc, Mars ma dwa niewielkie księżyce, a Merkury i Wenus nie mają księżyców. Gazowe olbrzymy, o masach znacznie większych niż planety grupy ziemskiej, mogą utrzymywać rozbudowane systemy satelitów (Jowisz 95, Saturn 274, Uran 28, Neptun 16). Księżyce mają również cztery z pięciu planet karłowatych: Pluton ma pięć księżyców – jeden duży i cztery znacznie mniejsze, Haumea – dwa księżyce, a Eris i Makemake po jednym księżycu. W sumie planety i znane planety karłowate okrąża 425 naturalnych satelitów.
Odkrycie księżyca planetoidy (243) Ida, Daktyla, zapoczątkowało serię odkryć księżyców planetoid. W grudniu 2018 znanych było 364 takich obiektów, będących planetoidami krążącymi wokół innych planetoid. Niektóre z takich układów, jak na przykład Antiope, to planetoidy podwójne, z dwoma składnikami porównywalnej wielkości. Natomiast 2001 SN263 okazała się być planetoidą potrójną.

## Pochodzenie księżyców
Ze względu na orbitę księżyce dzieli się na regularne i nieregularne. Podział ten ma przypuszczalnie związek z pochodzeniem tych obiektów. Księżyce regularne krążą w tę samą stronę, w którą planeta obraca się wokół osi, po orbitach prawie kołowych, położonych blisko płaszczyzny równika planety. Przeważa pogląd, że powstały w wyniku kondensacji tego samego dysku protoplanetarnego, z którego uformowała się planeta, wokół której krąży dany księżyc.
Księżyce nieregularne krążą po orbitach nie leżących w płaszczyźnie obrotu planety. Ich orbity są często wydłużone i zazwyczaj znacznie oddalone od planety. Orbity te określane są czasami jako chaotyczne, jako że w dłuższym okresie perturbacje ze strony Słońca mają wpływ na ruch takiego księżyca. Satelity te są przeważnie niewielkie. Istotnym wyjątkiem jest bardzo duży księżyc Neptuna, Tryton, który krąży przeciwnie do ruchu obrotowego planety. Przypuszcza się, że księżyce te są obcymi obiektami, przechwyconymi przez pole grawitacyjne planety. Istnieje kilka hipotez opisujących różne mechanizmy przechwytywania. Podczas przechwytywania musi nastąpić utrata części energii kinetycznej przechwytywanego ciała. Może to nastąpić w wyniku oporu aerodynamicznego w atmosferze planety, szczególnie, gdy jest ona młoda i otoczka gazowa ma duże rozmiary. Utrata energii może nastąpić także w dysku protoplanetarnym, na skutek zderzeń z drobnymi obiektami, zderzenia z większym ciałem i rozbicia, lub wskutek oddziaływania grawitacyjnego trzech ciał, z których jedno przejmuje nadmiar pędu drugiego i opuszcza otoczenie planety (trzeciego ciała).
Jedna z hipotez powstania Księżyca Ziemi, obecnie uważana za najpewniejszą, głosi, że powstał on w wyniku uderzenia w proto-Ziemię innej protoplanety. Księżyc utworzyła materia obu obiektów, wyrzucona na orbitę dookoła Ziemi.
Ponieważ większość księżyców jest znana tylko z obserwacji z dużej odległości (z Ziemi), hipotezy dotyczące ich pochodzenia zwykle trudno zweryfikować.

## Charakterystyka fizyczna
Większość regularnych księżyców Układu Słonecznego charakteryzuje obrót synchroniczny względem ich planet macierzystych; wyjątkiem jest satelita Saturna − Hyperion, który obraca się chaotycznie z powodu mnogości zewnętrznych obiektów wpływających na jego ruch. Żaden księżyc nie jest okrążany przez inne księżyce; siły pływowe pochodzące od planety powodują, że w dłuższym czasie orbity wokół księżyców są niestabilne. Dwa księżyce mają jednak mniejszych towarzyszy w dwóch punktach Lagrange’a położonych na orbicie (satelity Saturna: Tetyda i Dione).
Księżyce planet przeważnie nie posiadają atmosfer, wyjątkiem jest Tytan krążący wokół Saturna; bardzo rozrzedzoną atmosferę ma też Tryton, satelita Neptuna. Kilka innych spośród największych księżyców posiada przy powierzchni egzosfery o znikomym ciśnieniu.

### Budowa wewnętrzna
Księżyc Ziemi oraz dwa księżyce Jowisza – Io i Europa są ciałami o budowie podobnej do planet skalistych, złożonymi głównie z krzemianów. Pozostałe duże i średniej wielkości księżyce planet zewnętrznych określa się jako księżyce lodowe, ponieważ lód stanowi znaczną część ich masy. Duże księżyce mają kształt bliski kulistemu (są w równowadze hydrostatycznej) i mogą (chociaż nie muszą) mieć wnętrze podzielone na warstwy o różnej gęstości: skorupę, płaszcz i jądro. Tylko jeden księżyc, Ganimedes, posiada własne dipolowe pole magnetyczne i małą magnetosferę „zanurzoną” w magnetosferze Jowisza.
Najmniejsze księżyce planet przypominają planetoidy ukształtowaniem i właściwościami powierzchni. Przypuszczalnie dotyczy to również budowy wewnętrznej.

## Księżyce w Układzie Słonecznym
Największe księżyce w naszym układzie planetarnym to satelita Ziemi – Księżyc, księżyce galileuszowe Jowisza: Io, Europa, Ganimedes i Kallisto, satelita Saturna – Tytan oraz księżyc Neptuna – Tryton; wszystkie one mają powyżej 2500 km średnicy.
Tabela poniżej wymienia księżyce Układu Słonecznego w kolejności malejącej średnicy; w dodatkowej kolumnie dla porównania przedstawione są też ważniejsze planetoidy, planety i obiekty pasa Kuipera.
| Średnica [km] | Ziemia   | Mars         | Jowisz                                          | Saturn                                                                              | Uran                                                                                             | Neptun                                                | Inne obiekty |
| ------------- | -------- | ------------ | ----------------------------------------------- | ----------------------------------------------------------------------------------- | ------------------------------------------------------------------------------------------------ | ----------------------------------------------------- | --- |
| 5000–6000     |          |              | Ganimedes                                       | Tytan                                                                               |                                                                                                  |                                                       | |
| 4000–5000     |          |              | Kallisto                                        |                                                                                     |                                                                                                  |                                                       | Merkury |
| 3000–4000     | Księżyc  |              | Io Europa                                       |                                                                                     |                                                                                                  |                                                       | |
| 2000–3000     |          |              |                                                 |                                                                                     |                                                                                                  | Tryton                                                | Pluton Eris |
| 1000–2000     |          |              |                                                 | Rea Japet Dione Tetyda                                                              | Tytania Oberon Umbriel Ariel                                                                     |                                                       | Charon (50000) Quaoar (90377) Sedna (136108) Haumea (136472) Makemake (225088) Gonggong                                                |
| 100–1000      |          |              | Himalia Amaltea                                 | Enceladus Mimas Hyperion Febe Janus Epimeteusz Prometeusz                           | Miranda Sykoraks Puk Portia                                                                      | Proteusz Nereida Larissa Galatea Despina              | Hiʻiaka Namaka Dysnomia (1) Ceres (2) Pallas (3) Juno (4) Westa (10) Hygiea (20000) Waruna (28978) Iksjon (90482) Orkus i wiele innych |
| 50–100        |          |              | Tebe Elara Pazyfae                              | Pandora                                                                             | Kaliban Julia Belinda Kresyda Rozalinda Desdemona Bianka                                         | Talassa Najada Neso Halimede                          | (253) Mathilde i wiele innych |
| 10–50         |          | Fobos Deimos | Karme Metis Synope Lyzitea Ananke Leda Adrastea | Siarnaq Atlas Helena Albiorix Telesto Pan Paaliaq Kalipso Imir Kiviuq Tarvos Ijiraq | Ofelia Kordelia Setebos Prospero Stefano Perdyta Ferdynand Francisco Margaret Trinkulo Mab Kupid | Sao Laomedea Psamathe Hippokamp S/2002 N 5 S/2021 N 1 | Hydra Nix Kerberos i wiele innych |
| Mniej niż 10  | Cruithne |              | Co najmniej 79 księżyców Jowisza                | Ponad 240 księżyców Saturna                                                         | S/2023 U 1                                                                                       |                                                       | Zbyt wiele, by wymienić |

## Księżyce pozasłoneczne
Najprawdopodobniej wiele planet pozasłonecznych, które krążą wokół gwiazd innych niż Słońce, jest okrążanych przez własne naturalne satelity. Księżyce planet pozasłonecznych nazywane są egzoksiężycami.